# Рослински институт
Рослинският институт (The Roslin Institute) е държавен научноизследователски институт по животните в Ийстър Буш, Мидлоудиън, Шотландия, Обединено кралство. Носи името си от близкото село Рослин, откъдето се премества през март 2011 г.
Институтът е част от системата на Единбургския университет.
В него през 1996 г. е клонирана за първи път в човешката история овцата Доли. След година са клонирани овцете Поли и Моли.
През 2007 г. в института са създадени генетично модифицирани кокошки.